# Kęty
Kęty  (udtale: [ˈkɛntɨ]) er en by og en kommune i det sydøstlige Polen. Den ligger i voivodskabet Lillepolen (Województwo małopolskie) og har 18.067(2021) indbyggere, og et areal på 		23,14 km². Den er en del af powiat (amt) Oświęcimski.
Byen, der ligger i Schlesiske Forbjerge (de), er første gang dokumenteret i 1277, da den polske fyrste af Opole Władysław bekræftede salget af bebyggelsen og overtagelsen af Lvivs byrettigheder.

## Geografi
Byen ligger i det sydlige Polen på den højre bred af Soła med distriktet Podlesie og Burgwald på den venstre bred. Den er en del af Euroregion Beskiderne. Kęty ligger cirka 35 kilometer fra statsgrænsen til Slovakiet mod syd og Tjekkiet mod vest i en grænsetrekant mellem Polen og disse nabolande.